# Solfach
Solfach (en anglès, Solva i antigament Solvach) és un poble del comtat gal·lès de Sir Benfro.

## Geografia

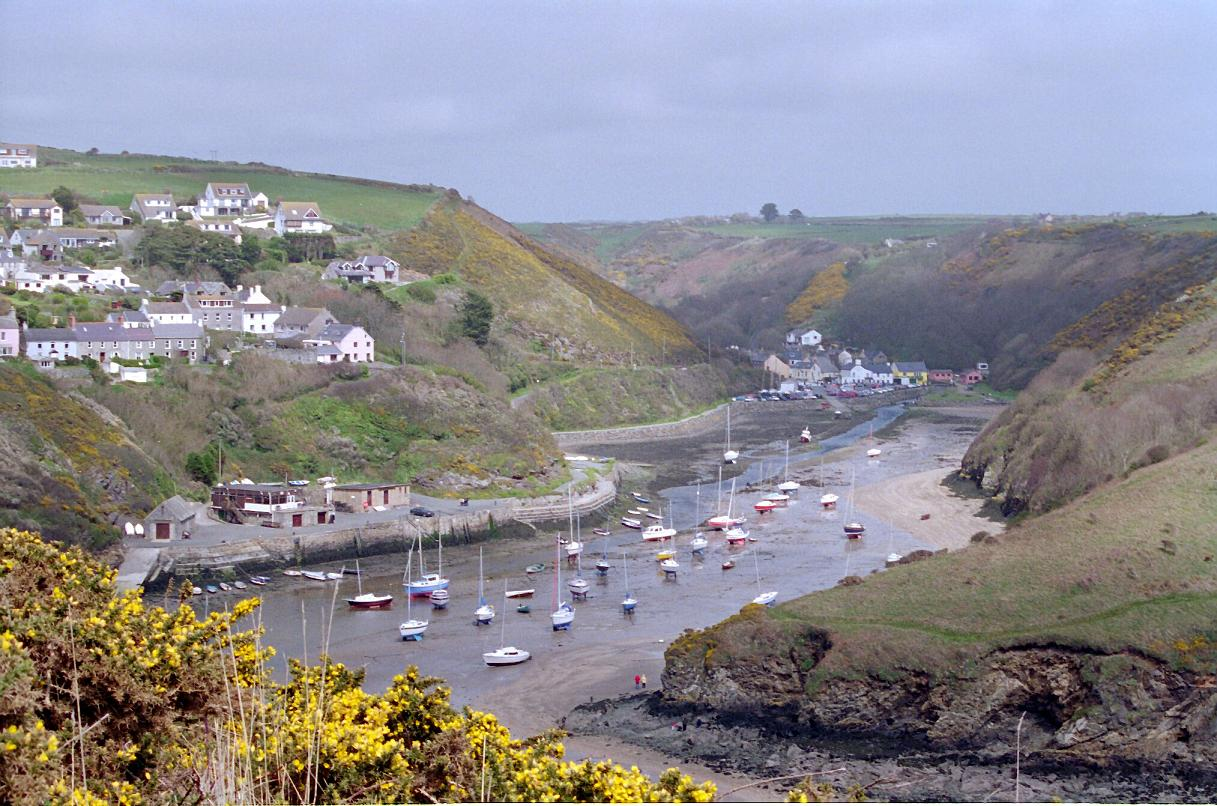
Port de Solfach

Solfach està situat en la part nord de la Badia de Sant Ffraid (Saint Brides Bay en anglès), en el Parc Cenedlaethol Arfordir Penfro (el Parc Nacional de la Costa de Sir Benfro), en la part final del riu Solfach. El poble té dues zones principals: la part baixa (Lower Solva, Solfach Isaf), un llarg carrer que mena al port, i la part alta (Upper Solva, Solfach Uchaf), una zona de desenvolupament modern, que es troba dalt del penya-segat a l'oest del port. El port és tan som que en marea baixa pot assecar-se del tot.
A dos quilòmetres mar endintre, davant mateix de Solfach, hom troba tres petites illes: The Green Scar 51° 51′ 30.73″ N, 5° 12′ 7.09″ O / 51.8585361°N,5.2019694°O, The Black Scar i The Mare. A cinc quilòmetres hi ha la històrica ciutat de Tyddewi, i a uns nou quilòmetres, les restes del castell de Pointz o Poyntz (segle xii) 51° 52′ 12.03″ N, 5° 9′ 3.38″ O / 51.8700083°N,5.1509389°O, ja en el terme de Brawdy.

## Història

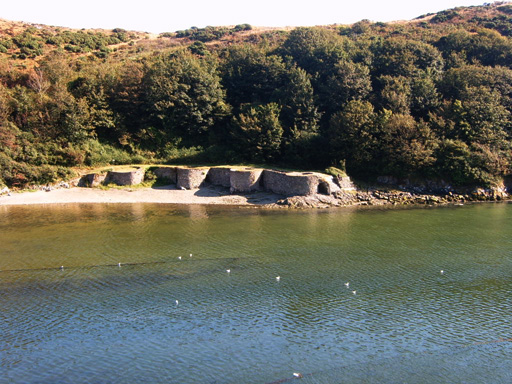
Restes de forns de calç

Els orígens de la vila es remunten a l'edat de ferro, amb un petit fort i un assentament a la zona anomenada "Y Gribyn". Després dels romans s'establiren a la zona els vikings. Al segle xiii ja es troba documentat un petit port a la boca del riu Solfach. La importància del poble anà creixent, i pels voltants del 1780 era el principal centre comercial de la Badia de Sain Ffraid, amb anomenada per una desena de forns de calç, alguns dels quals encara conservats en la zona est del port.
En el segle xix la població tenia vora trenta vaixells mercats registrats; modernament, però, el comerç de cabotatge ha anat llanguint i ha cedit el lloc a la indústria turística, amb un port que cada vegada pren més volada en la navegació recreativa. Els espectaculars penya-segats de la costa atrauen els excursionistes, i els afloraments de roques cambrianes porten a la zona geòlegs afeccionats i professionals.

## Tradicions
Cada any, en el Dilluns de Pasqua, la població organitza una carrera d'ànecs amb finalitats benèfiques, que permet a vilatans i forasters de comprar participacions per import d'una lliura en una o altra de les aus. Hom deixa anar una cinquantena d'ànecs en el riu Solfach, en el molí Middle Mill, on el corrent els mena al port de la població. El guanyador és el primer ànec que creua per dessota del pont per vianants al costat de l'aparcament.

## Persones il·lustres
El cantaautor en llengua gal·lesa Meic Stevens, de vegades anomenat el Dylan gal·lès, va néixer ací el 1942, i el 2002 va dedicar a la població el seu disc Ysbryd Solva (l'Esperit de Solfach). El també músic David Gray (Sale, Anglaterra, 1968), passà a la vila la seva infantesa.

## Altres informacions
Per a l'origen del nom Solfach hi ha diverses teories. Una  Arxivat 2012-07-24 at Archive.is el fa derivar de la paraula gal·lesa salw (lleig, pobre) i l'altra  Arxivat 2008-04-04 a Wayback Machine. del nom viking d'una planta comestible (el Crithmum maritimum, una apiàcia que es fa en penya-segats vora el mar).
El seu codi postal és el SA62 i el prefix telefònic és el 1437. La circumscripció electoral de Solfach comprèn també el poble de Brawdy. La vila també és capçalera d'una zona censal, que comprèn els llogarrets de Brawdy, Bryngwyn, Hayscastle, Llandeloy, Penycwm, Treffynnon, Whitchurch, que comprenia un total de 1.420 habitants el 2001.